# Final del juego
Final del juego (deutsch Ende des Spiels) ist der Titel der zweiten Kurzgeschichtensammlung des argentinischen Schriftstellers Julio Cortázar. Sie wurde 1956 vom mexikanischen Verlag Los Presentes (gegründet vom Schriftsteller Juan José Arreola) veröffentlicht. Das Werk wurde unter anderem ins Deutsche, Englische, Französische und Portugiesische übersetzt. Die Erstausgabe des Buches umfasste neun Geschichten. In der zweiten Ausgabe, die von Editorial Sudamericana (1964) veröffentlicht wurde, wurden neun weitere Geschichten hinzugefügt, die zwischen 1945 und 1962 geschrieben wurden. Das Werk zeigt die verschwommenen Grenzen zwischen Realität und Fiktion, so etwa in der Geschichte Continuidad de los parques.

## Geschichten
In der Erstausgabe von 1956 sind die Geschichten in folgender Reihenfolge angeordnet: Die Gifte, Das Mobile, Das nächtliche Gesicht, Die Mänaden, Die verdammte Tür, Kleiner Bulle, Die Band, Axolotl und Ende des Spiels. Einige Zeit später beschloss Julio Cortázar, das Werk in drei Teile zu unterteilen. Nach der Ausgabe von 1964 war das Buch wie folgt strukturiert:

I
- Continuidad de los parques (Kontinuität der Parks)
- No se culpe a nadie (Gib niemandem die Schuld)
- El río (Der Fluss)
- Los venenos (Die Gifte)
- La puerta condenada (Die verurteilte Tür)
- Las Ménades (Die Mänaden)

II
- El ídolo de las Cícladas (Das Idol der Kykladen)
- Una flor amarilla (Eine gelbe Blume)
- Sobremesa (Desktop)
- La banda (Die Band)
- Los amigos (Freunde)
- El móvil (Das Mobile)
- Torito (Kleiner Bulle)

III
- Relato con fondo de agua (Geschichte mit Wasserhintergrund)
- Después del almuerzo (Nach dem Mittagessen)
- Axolot (Axolotl)
- La noche boca arriba (Das nächtliche Gesicht)
- Final del juego (Ende des Spiels)